# Dabergotz
 (juillet 2018).
Dabergotz est une commune allemande de l'arrondissement de Prignitz-de-l'Est-Ruppin, Land de Brandebourg.

## Géographie
| Märkisch Linden |           |           |
|                 | Dabergotz | Neuruppin |
| Temnitztal      |           |           |

Dabergotz se trouve au croisement de la Bundesautobahn 24 et de la Bundesstraße 167.

## Source, notes et références
- (de) Cet article est partiellement ou en totalité issu de l’article de Wikipédia en allemand intitulé « Dabergotz » (voir la liste des auteurs).